# Volby do Evropského parlamentu 2014

Volební obvody pro volby do Evropského parlamentu

Volby do Evropského parlamentu 2014 se konaly ve všech členských státech Evropské unie ve dnech 22. až 25. května 2014, jak jednomyslně rozhodla Rada Evropské unie. V Česku volby probíhaly 24. května odpoledne a 25. května dopoledne. Byly to osmé volby do Evropského parlamentu od prvních přímých voleb v roce 1979.
Tyto volby se uskutečnily koncem května místo začátkem června, jak tomu bylo u minulých voleb do EP. Termín voleb byl posunut, aby bylo více času na volbu Předsedy Evropské komise. Termín voleb se zároveň překrýval s datem Letnic, kdy jsou v mnoha členských státech školní prázdniny.

## Termín voleb
| Čtvrtek 22. května            | Pátek 23. května | Sobota 24. května              | Neděle 25. května |
| ----------------------------- | ---------------- | ------------------------------ | --- |
| Nizozemsko Spojené království | Česko Irsko      | Česko Lotyšsko Malta Slovensko | Belgie Bulharsko Dánsko Estonsko Finsko Francie Chorvatsko Itálie Litva Lucembursko Maďarsko Německo Polsko Portugalsko Rakousko Rumunsko Řecko Slovinsko Španělsko Švédsko |

## Počet mandátů
| Stát               | 2009 | 2011/13 | 2014 | Změna |
| ------------------ | ---- | ------- | ---- | ----- |
| Belgie             | 22   | 22      | 21   | –1 ▼  |
| Bulharsko          | 17   | 18      | 17   | –1 ▼  |
| Česko              | 22   | 22      | 21   | –1 ▼  |
| Dánsko             | 13   | 13      | 13   | ±0 ▬  |
| Estonsko           | 6    | 6       | 6    | ±0 ▬  |
| Finsko             | 13   | 13      | 13   | ±0 ▬  |
| Francie            | 72   | 74      | 74   | ±0 ▬  |
| Chorvatsko         | —    | (12)    | 11   | –1 ▼  |
| Irsko              | 12   | 12      | 11   | –1 ▼  |
| Itálie             | 72   | 73      | 73   | ±0 ▬  |
| Kypr               | 6    | 6       | 6    | ±0 ▬  |
| Litva              | 12   | 12      | 11   | –1 ▼  |
| Lotyšsko           | 8    | 9       | 8    | –1 ▼  |
| Lucembursko        | 6    | 6       | 6    | ±0 ▬  |
| Maďarsko           | 22   | 22      | 21   | –1 ▼  |
| Malta              | 5    | 6       | 6    | ±0 ▬  |
| Německo            | 99   | 99      | 96   | –3 ▼  |
| Nizozemsko         | 25   | 26      | 26   | ±0 ▬  |
| Polsko             | 50   | 51      | 51   | ±0 ▬  |
| Portugalsko        | 22   | 22      | 21   | –1 ▼  |
| Rakousko           | 17   | 19      | 18   | –1 ▼  |
| Rumunsko           | 33   | 33      | 32   | –1 ▼  |
| Řecko              | 22   | 22      | 21   | –1 ▼  |
| Slovensko          | 13   | 13      | 13   | ±0 ▬  |
| Slovinsko          | 7    | 8       | 8    | ±0 ▬  |
| Spojené království | 72   | 73      | 73   | ±0 ▬  |
| Španělsko          | 50   | 54      | 54   | ±0 ▬  |
| Švédsko            | 18   | 20      | 20   | ±0 ▬  |
| Celkem             | 736  | 754/766 | 751  | –15 ▼ |

## Evropské politické strany

### Uznané strany
| Název strany                                  | Zkratka | Ideologie                                   | Předseda                            | Web                                                        | Skupina v EP | Členové z ČR             |
| --------------------------------------------- | ------- | ------------------------------------------- | ----------------------------------- | ---------------------------------------------------------- | ------------ | ------------------------ |
| Evropská lidová strana                        | EPP     | křesťanská demokracie, konzervatismus       | Joseph Daul                         | epp.eu                                                     | EPP          | TOP 09, KDU-ČSL          |
| Strana evropských socialistů                  | PES     | sociální demokracie                         | Sergej Stanišev                     | pes.eu                                                     | S&D          | ČSSD                     |
| Aliance liberálů a demokratů pro Evropu       | ALDE    | liberalismus                                | Graham Watson                       | aldepatry.eu                                               | ALDE         | ANO 2011 (kandidát)      |
| Evropská strana zelených                      | EGP     | zelená politika                             | Monica Frassoni, Reinhard Bütikofer | europeangreens.eu                                          | G/EFA        | Strana zelených          |
| Aliance evropských konzervativců a reformistů | AECR    | konzervatismus, euroskepticismus            | Jan Zahradil                        | aecr.eu                                                    | ECR          | ODS                      |
| Strana evropské levice                        | PEL     | socialismus, komunismus                     | Pierre Laurent                      | european-left.org                                          | GUE/NGL      | KSČM (pozorovatel)       |
| Hnutí pro Evropu svobod a demokracie          | MELD    | euroskepticismus, národní konzervatismus    | Niki Tzavela                        | meldeuropa.com Archivováno 15. 9. 2014 na Wayback Machine. | EFDD         |                          |
| Evropa svobody a přímé demokracie             | EFDD    | Euroskepticismus, libertarianismus          | Nigel Farage                        | efddgroup.eu                                               | EFDD         | Strana svobodných občanů |
| Evropská demokratická strana                  | EDP     | centrismus                                  | François Bayrou Francesco Rutelli   | pde-edp.eu                                                 | ALDE         |                          |
| Evropská svobodná aliance                     | EFA     | regionalismus, separatismus                 | Eric Defoort                        | e-f-a.org                                                  | G/EFA        | Moravané                 |
| Evropská aliance pro svobodu                  | EAF     | euroskepticismus, nacionalismus             | Franz Obermayr                      | eurallfree.org                                             | není         |                          |
| Aliance evropských národních hnutí            | AENM    | ultranacionalismus, euroskepticismus        | Béla Kovács                         | aemn.eu                                                    | není         |                          |
| Evropské křesťanské politické hnutí           | ECPM    | křesťanská pravice, sociální konzervatismus | Peter Östman                        | ecpm.info                                                  | ECR          |                          |

### Zatím neuznané strany
| Název strany                                 | Zkratka    | Ideologie                       | Předseda                        | Web                                                             | Skupina v EP | Členové z ČR                   |
| -------------------------------------------- | ---------- | ------------------------------- | ------------------------------- | --------------------------------------------------------------- | ------------ | ------------------------------ |
| Evropská pirátská strana                     | PPEU       | pirátská politika               | Amelia Andersdotter             | ppeu.net                                                        | G/EFA        | Piráti                         |
| Evropská strana pro individuální svobodu     | EPIL       | libertarianismus                |                                 |                                                                 |              |                                |
| Iniciativa komunistických a dělnických stran | INITIATIVE | komunismus                      | kolektivní vedení               | initiative-cwpe.org                                             | GUE/NGL      |                                |
| Evropská antikapitalistická levice           | EACL       | antikapitalismus, komunismus    | kolektivní vedení               | anticapitalistleft.org                                          | GUE/NGL      |                                |
| Evropská národní fronta                      | ENF        | nacionalismus, antikapitalismus | Roberto Fiore                   |                                                                 |              |                                |
| Evropská federalistická strana               | EFP        | federalismus                    | Yves Gernigon Pietro De Matteis | federalistparty.eu Archivováno 30. 10. 2013 na Wayback Machine. |              | Evropská federalistická strana |

## Kandidáti na předsedu komise
|                  |                     |               |                 |                                 |             |                |                                   |
| Jméno kandidáta  | Jean-Claude Juncker | Martin Schulz | Guy Verhofstadt | Franziska Kellerová a José Bové | nenominován | Alexis Tsipras | Amelia Andersdotter a Peter Sunde |
| Politická strana | EPP                 | PES           | ALDE            | EGP                             | AECR        | PEL            | PPEU                              |
| Skupina v EP     | EPP                 | S&D           | ALDE            | G/EFA                           | ECR         | GUE/NGL        | G/EFA                             |

## Televizní debaty
| Datum      | Čas (SELČ) | Společnost      | Účastníci                                                      | Místo      | Jazyk         | Moderátoři                                                    | Video                                                |
| ---------- | ---------- | --------------- | -------------------------------------------------------------- | ---------- | ------------- | ------------------------------------------------------------- | ---------------------------------------------------- |
| 9. dubna   | 17:10      | France 24 a RFI | Juncker (EPP) a Schulz (PES)                                   | Brusel     | francouzština | Caroline de Camaret (France 24) a Dominique Baillard (RFI)    | YouTube                                              |
| 9. dubna   |            | France 24       | Juncker (EPP) a Schulz (PES)                                   | Brusel     | angličtina    | Christophe Robeet (France 24)                                 | France 24                                            |
| 28. dubna  | 19:00      | Euronews        | Juncker (EPP), Schulz (PES), Verhofstadt (ALDE) a Keller (EGP) | Maastricht | angličtina    | Isabelle Kumar (Euronews)                                     | YouTube                                              |
| 29. dubna  | 14:30      | Euranet Plus    | Juncker (EPP), Schulz (PES), Verhofstadt (ALDE) a Keller (EGP) | Brusel     | angličtina    | Brian Mcguire (Euranet) a Ahinara Bascuñana López (Euranet)   | EuranetPlus                                          |
| 8. května  | 20:15      | ZDF a ORF       | Juncker (EPP) a Schulz (PES)                                   | Berlín     | němčina       | Ingrid Thurnher (ORF) a Peter Frey (ZDF)                      | ZDF                                                  |
| 9. května  | 18:30      | EUI             | Juncker (EPP), Schulz (PES), Verhofstadt (ALDE) a Bové (EGP)   | Florencie  | angličtina    | Tony Barber (FT), Monica Maggioni (RAI) a J.H.H. Weiler (EUI) |                                                      |
| 13. května | 18:30      | LCI a RFI       | Juncker (EPP) a Schulz (PES)                                   | Paříž      | francouzština | Michel Field (LCI)                                            | TF1                                                  |
| 15. května | 21:00      | EBU             | všichni kvalifikovaní kandidáti                                | Brusel     | angličtina    | Monica Maggioni (RAI)                                         | ČT24                                                 |
| 19. května | 23:01      | France 2        | Verhofstadt (ALDE) a Bové (EGP)                                | Paříž      | francouzština | Yves Calvi (France 2)                                         | France 2 Archivováno 17. 5. 2014 na Wayback Machine. |
| 20. května | 21:00      | ARD             | Juncker (EPP) a Schulz (PES)                                   | Hamburg    | němčina       | Andreas Cichowicz (NDR) a Sonia Seymour Mikich (WDR)          |                                                      |

## Předvolební průzkumy

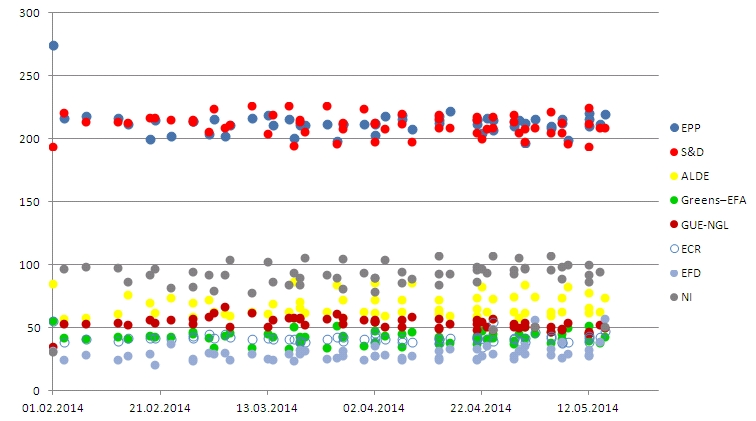
Výsledky předvolebních průzkumů před 15. květnem

| Datum     | Agentura         | EPP (Lidovci) | S&D (Soc. dem.) | ALDE (Liberálové) | G/EFA (Zelení) | ECR (Konzervativci) | GUE/NGL (Socialisté) | EFDD (Euroskeptici) | NI (Nezeřazení) | Celkem |
| --------- | ---------------- | ------------- | --------------- | ----------------- | -------------- | ------------------- | -------------------- | ------------------- | --------------- | ------ |
| 22.5.2014 | Scenari Politici | 219 (29,2 %)  | 208 (27,7 %)    | 66 (8,8 %)        | 41 (5,5 %)     | 43 (5,7 %)          | 48 (6,4 %)           | 31 (4,1 %)          | 95 (12,6 %)     | 751    |
| 21.5.2014 | Cicero Group     | 204 (27,2 %)  | 190 (25,3 %)    | 83 (11,1 %)       | 54 (7,2 %)     | 35 (4,7 %)          | 55 (7,3 %)           | 31 (4,1 %)          | 99 (13,2 %)     | 751    |
| 21.5.2014 | Election.de      | 219 (29,2 %)  | 202 (26,9 %)    | 71 (9,5 %)        | 42 (5,6 %)     | 50 (6,8 %)          | 51 (6,7 %)           | 57 (7,6 %)          | 59 (7,9 %)      | 751    |
| 20.5.2014 | Pollwatch        | 217 (28,9 %)  | 201 (26,8 %)    | 59 (7,9 %)        | 44 (5,9 %)     | 42 (5,6 %)          | 53 (7,1 %)           | 40 (5,3 %)          | 95 (12,6 %)     | 751    |
| 19.5.2014 | TNS              | 217 (28,9 %)  | 199 (26,5 %)    | 61 (8,1 %)        | 50 (6,7 %)     | 42 (5,6 %)          | 46 (6,1 %)           | 33 (4,4 %)          | 103 (13,7 %)    | 751    |
| 19.5.2014 | Der Föderalist   | 215 (28,6 %)  | 202 (26,9 %)    | 70 (9,3 %)        | 48 (6,4 %)     | 39 (5,2 %)          | 49 (6,5 %)           | 29 (3,9 %)          | 99 (13,2 %)     | 751    |
| 19.5.2014 | Scenari Politici | 213 (28,4 %)  | 224 (29,8 %)    | 63 (8,4 %)        | 39 (5,2 %)     | 42 (5,6 %)          | 47 (6,3 %)           | 29 (3,9 %)          | 94 (12,5 %)     | 751    |
| 16.5.2014 | Cicero Group     | 202 (26,9 %)  | 195 (26,0 %)    | 83 (11,1 %)       | 52 (6,9 %)     | 37 (4,9 %)          | 55 (7,3 %)           | 29 (3,9 %)          | 98 (13,0 %)     | 751    |
| 15.5.2014 | Election.de      | 220 (29,3 %)  | 209 (27,8 %)    | 74 (9,9 %)        | 43 (5,7 %)     | 48 (6,4 %)          | 50 (6,7 %)           | 56 (7,5 %)          | 51 (6,8 %)      | 751    |
| 12.5.2014 | Scenari Politici | 210 (28,0 %)  | 225 (30,0 %)    | 66 (8,8 %)        | 40 (5,3 %)     | 42 (5,6 %)          | 47 (6,3 %)           | 29 (3,9 %)          | 92 (12,3 %)     | 751    |
| 8.5.2014  | Cicero Group     | 199 (26,5 %)  | 196 (26,1 %)    | 83 (11,1 %)       | 50 (6,7 %)     | 39 (5,2 %)          | 54 (7,2 %)           | 30 (4,0 %)          | 100 (13,3 %)    | 751    |
| 7.5.2014  | Der Föderalist   | 213 (28,4 %)  | 213 (28,4 %)    | 78 (10,4 %)       | 45 (6,0 %)     | 38 (5,1 %)          | 48 (6,4 %)           | 27 (3,6 %)          | 89 (11,9 %)     | 751    |
| 7.5.2014  | Pollwatch        | 216 (28,8 %)  | 205 (27,3 %)    | 63 (8,4 %)        | 41 (5,5 %)     | 39 (5,2 %)          | 49 (6,5 %)           | 39 (5,2 %)          | 99 (13,2 %)     | 751    |
| 5.5.2014  | Scenari Politici | 210 (28,0 %)  | 222 (29,6 %)    | 63 (8,4 %)        | 38 (5,1 %)     | 42 (5,6 %)          | 51 (6,8 %)           | 29 (3,9 %)          | 96 (12,8 %)     | 751    |
| 2.5.2014  | Election.de      | 216 (28,8 %)  | 209 (27,8 %)    | 75 (10,0 %)       | 45 (6,0 %)     | 47 (6,3 %)          | 51 (6,8 %)           | 57 (7,6 %)          | 51 (6,8 %)      | 751    |
| 30.4.2014 | Cicero Group     | 197 (26,2 %)  | 198 (26,4 %)    | 84 (11,2 %)       | 51 (6,8 %)     | 39 (5,2 %)          | 54 (7,2 %)           | 30 (4,0 %)          | 98 (13,0 %)     | 751    |
| 30.4.2014 | Pollwatch        | 213 (28,4 %)  | 208 (27,7 %)    | 62 (8,3 %)        | 42 (5,6 %)     | 42 (5,6 %)          | 51 (6,8 %)           | 36 (4,8 %)          | 97 (12,9 %)     | 751    |
| 29.4.2014 | TNS              | 215 (28,6 %)  | 205 (27,3 %)    | 58 (7,7 %)        | 45 (6,0 %)     | 40 (5,3 %)          | 50 (6,7 %)           | 40 (5,3 %)          | 106 (14,1 %)    | 751    |
| 28.4.2014 | Scenari Politici | 214 (28,5 %)  | 219 (29,2 %)    | 63 (8,4 %)        | 37 (4,9 %)     | 41 (5,5 %)          | 53 (7,1 %)           | 28 (3,7 %)          | 96 (12,8 %)     | 751    |
| 28.4.2014 | Der Föderalist   | 210 (28,0 %)  | 214 (28,5 %)    | 75 (10,0 %)       | 40 (5,3 %)     | 42 (5,6 %)          | 51 (6,8 %)           | 26 (3,5 %)          | 93 (12,4 %)     | 751    |
| 23.4.2014 | Pollwatch        | 217 (28,9 %)  | 208 (27,7 %)    | 63 (8,4 %)        | 41 (5,5 %)     | 41 (5,5 %)          | 51 (6,8 %)           | 36 (4,8 %)          | 94 (12,5 %)     | 751    |
| 22.4.2014 | Cicero Group     | 205 (27,3 %)  | 200 (26,6 %)    | 83 (11,1 %)       | 48 (6,4 %)     | 35 (4,7 %)          | 55 (7,3 %)           | 28 (3,7 %)          | 97 (12,9 %)     | 751    |
| 21.4.2014 | Scenari Politici | 215 (28,6 %)  | 218 (29,0 %)    | 65 (8,7 %)        | 37 (4,9 %)     | 42 (6,6 %)          | 53 (7,1 %)           | 25 (3,3 %)          | 96 (12,8 %)     | 751    |
| 21.4.2014 | Der Föderalist   | 216 (28,8 %)  | 215 (28,6 %)    | 74 (9,9 %)        | 44 (5,9 %)     | 41 (5,5 %)          | 48 (6,4 %)           | 26 (3,5 %)          | 87 (11,6 %)     | 751    |
| 21.4.2014 | Electionista     | 212 (28,2 %)  | 205 (27,3 %)    | 60 (8,0 %)        | 42 (5,6 %)     | 43 (5,7 %)          | 56 (7,5 %)           | 34 (4,5 %)          | 99 (13,1 %)     | 751    |
| 16.4.2014 | Pollwatch        | 222 (29,6 %)  | 209 (27,8 %)    | 60 (8,0 %)        | 38 (5,1 %)     | 42 (5,6 %)          | 53 (7,1 %)           | 34 (4,5 %)          | 93 (12,4 %)     | 751    |
| 14.4.2014 | Der Föderalist   | 218 (29,0 %)  | 216 (28,8 %)    | 72 (9,6 %)        | 43 (5,7 %)     | 41 (5,5 %)          | 50 (6,7 %)           | 27 (3,6 %)          | 84 (11,2 %)     | 751    |
| 14.4.2014 | Scenari Politici | 215 (28,6 %)  | 219 (29,2 %)    | 64 (8,5 %)        | 37 (4,9 %)     | 41 (5,5 %)          | 57 (7,6 %)           | 25 (3,3 %)          | 93 (12,4 %)     | 751    |
| 9.4.2014  | Cicero Group     | 208 (27,7 %)  | 198 (26,4 %)    | 86 (11,5 %)       | 47 (6,3 %)     | 39 (4,8 %)          | 59 (7,9 %)           | 28 (3,7 %)          | 89 (11,9 %)     | 751    |
| 7.4.2014  | Der Föderalist   | 219 (29,2 %)  | 212 (28,2 %)    | 72 (9,6 %)        | 45 (6,0 %)     | 39 (5,2 %)          | 51 (6,8 %)           | 27 (3,6 %)          | 87 (11,6 %)     | 751    |
| 3.4.2014  | Pollwatch        | 212 (28,2 %)  | 212 (28,2 %)    | 62 (8,3 %)        | 38 (5,1 %)     | 46 (6,1 %)          | 55 (7,3 %)           | 36 (4,8 %)          | 90 (12,0 %)     | 751    |
| 2.4.2014  | Der Föderalist   | 213 (28,4 %)  | 213 (28,4 %)    | 72 (9,6 %)        | 48 (6,4 %)     | 43 (5,7 %)          | 55 (7,3 %)           | 28 (3,7 %)          | 79 (10,5 %)     | 751    |
| 2.4.2014  | Cicero Group     | 203 (27,0 %)  | 193 (25,7 %)    | 86 (11,5 %)       | 56 (7,5 %)     | 39 (5,2 %)          | 56 (7,5 %)           | 28 (3,7 %)          | 90 (12,0 %)     | 751    |
| 31.3.2014 | Scenari Politici | 212 (28,2 %)  | 224 (29,8 %)    | 63 (8,4 %)        | 36 (4,8 %)     | 41 (5,5 %)          | 56 (7,5 %)           | 25 (3,3 %)          | 94 (12,5 %)     | 751    |
| 27.3.2014 | Der Föderalist   | 212 (28,2 %)  | 213 (28,4 %)    | 72 (9,6 %)        | 44 (5,9 %)     | 43 (5,7 %)          | 58 (7,7 %)           | 28 (3,7 %)          | 81 (10,8 %)     | 751    |
| 24.3.2014 | Scenari Politici | 212 (28,2 %)  | 226 (30,1 %)    | 63 (8,4 %)        | 34 (4,5 %)     | 41 (5,5 %)          | 57 (7,6 %)           | 26 (3,5 %)          | 92 (12,3 %)     | 751    |
| 19.3.2014 | Der Föderalist   | 211 (28,1 %)  | 215 (28,6 %)    | 71 (9,5 %)        | 43 (5,7 %)     | 39 (5,2 %)          | 58 (7,7 %)           | 30 (4,0 %)          | 84 (11,2 %)     | 751    |
| 19.3.2014 | Pollwatch        | 213 (28,4 %)  | 214 (28,5 %)    | 66 (8,8 %)        | 38 (5,1 %)     | 40 (5,3 %)          | 57 (7,6 %)           | 33 (4,4 %)          | 90 (12,0 %)     | 751    |
| 18.3.2014 | Cicero Group     | 201 (26,8 %)  | 195 (26,0 %)    | 87 (11,6 %)       | 51 (6,8 %)     | 41 (5,5 %)          | 58 (7,7 %)           | 24 (3,2 %)          | 94 (12,5 %)     | 751    |
| 17.3.2014 | Scenari Politici | 216 (28,8 %)  | 226 (30,1 %)    | 63 (8,4 %)        | 33 (4,4 %)     | 41 (5,5 %)          | 58 (7,7 %)           | 30 (4,0 %)          | 84 (11,2 %)     | 751    |
| 15.3.2014 | Der Föderalist   | 211 (28,1 %)  | 219 (29,2 %)    | 69 (9,2 %)        | 43 (5,7 %)     | 41 (5,5 %)          | 56 (7,5 %)           | 25 (3,3 %)          | 87 (11,5 %)     | 751    |
| 10.3.2014 | Scenari Politici | 217 (28,9 %)  | 226 (30,1 %)    | 63 (8,4 %)        | 34 (4,5 %)     | 41 (5,5 %)          | 62 (8,3 %)           | 30 (4,0 %)          | 78 (10,4 %)     | 751    |
| 5.3.2014  | PollWatch        | 202 (26,9 %)  | 209 (27,8 %)    | 61 (8,1 %)        | 44 (5,9 %)     | 45 (6,0 %)          | 67 (8,9 %)           | 31 (4,1 %)          | 92 (12,3 %)     | 751    |
| 3.3.2014  | Scenari Politici | 216 (28,8 %)  | 224 (29,8 %)    | 63 (8,4 %)        | 34 (4,5 %)     | 42 (5,6 %)          | 62 (8,3 %)           | 30 (4,0 %)          | 80 (10,7 %)     | 751    |
| 2.3.2014  | Electionista     | 204 (27,2 %)  | 206 (27,4 %)    | 72 (9,6 %)        | 42 (5,6 %)     | 45 (6,0 %)          | 59 (7,8 %)           | 31 (4,1 %)          | 92 (12,3 %)     | 751    |
| 27.2.2014 | Der Föderalist   | 214 (28,5 %)  | 214 (28,5 %)    | 70 (9,3 %)        | 45 (6,0 %)     | 44 (5,9 %)          | 57 (7,6 %)           | 24 (3,2 %)          | 83 (11,1 %)     | 751    |
| 23.2.2014 | Kappa Research   | 202 (26,9 %)  | 215 (28,6 %)    | 74 (9,9 %)        | 43 (5,7 %)     | 41 (5,5 %)          | 56 (7,5 %)           | 38 (5,1 %)          | 82 (10,9 %)     | 751    |
| 19.2.2014 | PollWatch        | 200 (26,6 %)  | 217 (28,9 %)    | 70 (9,3 %)        | 44 (5,9 %)     | 42 (5,6 %)          | 56 (6,1 %)           | 30 (4,0 %)          | 92 (12,3 %)     | 751    |
| 3.12.2013 | Notre Europe     | 209 (27,8 %)  | 213 (28,4 %)    | 62 (8,3 %)        | 38 (5,1 %)     | 61 (8,1 %)          | 47 (6,3 %)           | 32 (4,3 %)          | 89 (11,9 %)     | 751    |
| 8.11.2013 | Der Standard     | 219 (29,2 %)  | 217 (28,9 %)    | 69 (9,2 %)        | 41 (5,5 %)     | 58 (7,7 %)          | 53 (7,0 %)           | 57 (7,6 %)          | 37 (4,9 %)      | 751    |
| 7.6.2009  | Volby do EP      | 265 (36,0 %)  | 184 (25,0 %)    | 84 (11,4 %)       | 55 (7,5 %)     | 55 (7,5 %)          | 35 (4,8 %)           | 32 (4,4 %)          | 26 (3,5 %)      | 736    |

## Výsledky voleb
Výsledky voleb z kteréhokoliv členském státu směly být zveřejňovány až po skončení voleb v celé Evropské unii, tj. po uzavření posledních volebních místností v Itálii ve 23:00 v neděli 25. května 2014. V místech, kde volby skončily dříve, však už mohli volební komisaři odevzdané hlasy sečíst, takže v některých zemích včetně Česka byly výsledky voleb včetně rozdělení mandátů zveřejněny bezprostředně po uzavření italských volebních místností.

### Výsledky voleb podle zemí
| Stát                        | EPP                       | S&D         | ALDE            | G/EFA                       | ECR           | GUE/NGL      | EFDD    | NI             | Nové strany                                       | Celkem | Účast   |
| --------------------------- | ------------------------- | ----------- | --------------- | --------------------------- | ------------- | ------------ | ------- | -------------- | ------------------------------------------------- | ------ | ------- |
| Belgie (detail)             | 2 CD&V 1 cdH 1 CSP        | 3 PS 1 sp.a | 3 Open VLD 3 MR | 1 Ecolo 1 Groen 4 N-VA      |               |              |         | 1 VB           |                                                   | 21     | ... %   |
| Bulharsko (detail)          | 6 GERB                    | 4 KB        | 4 DPS           |                             |               |              |         |                | 2 BBC 1 RB                                        | 17     | ... %   |
| Česko (detail)              | 3 KDU-ČSL                 | 4 ČSSD      |                 |                             | 2 ODS         | 3 KSČM       |         |                | 4 ANO 4 TOP 09 1 Svobodní                         | 21     | ... %   |
| Dánsko (detail)             | 1 C                       | 3 A         | 2 V 1 B         | 1 SF                        |               | 1 N          | 4 O     |                |                                                   | 13     | ... %   |
| Estonsko (detail)           | 1 IRL                     | 1 SDE       | 1 KE 2 RE       | 1 Tarand                    |               |              |         |                |                                                   | 6      | ... %   |
| Finsko (detail)             | 3 Kok                     | 2 SDP       | 3 Kesk 1 RKP    | 1 Vihr                      |               | 1 VAS        | 2 PS    |                |                                                   | 13     | ... %   |
| Francie (detail)            | 20 UMP                    | 13 PS, PRG  | 7 MoDem, UDI    | 6 EELV, MEI                 |               | 3 FG 1 AOM   |         | 24 FN          |                                                   | 74     | 42,43 % |
| Chorvatsko (detail)         | 4 HDZ                     | 3 SDP       |                 |                             | 1 HSP-AS      |              |         |                | 1 ORaH 1 HNS 1 HSS                                | 11     | ... %   |
| Irsko (detail)              | 1 Fine Gael 3 TBA         |             | Fianna Fáil     |                             |               | SP Sinn Féin |         |                |                                                   | 11     | ... %   |
| Itálie (detail)             | 13 FI 3 NCD-UDC 1 SVP     | 31 PD       |                 |                             |               | 3 AE         | 5 LN    |                | 17 M5S                                            | 73     | 57,22 % |
| Kypr (detail)               | 2 DISY                    | EDEK DIKO   |                 |                             |               | AKEL         |         |                |                                                   | 6      | ... %   |
| Litva (detail)              | 2 TS-LKD                  | LSDP        | DP LiCS LRLS    | AWPL                        |               |              | TT      |                |                                                   | 11     | ... %   |
| Lotyšsko (detail)           | 4 Vienotība               |             | LPP/LC          | PCTVL                       | TB/LNNK       | LSP          |         |                |                                                   | 8      | ... %   |
| Lucembursko (detail)        | 3 CSV                     | LSAP        | DP              | Déi Gréng                   |               |              |         |                |                                                   | 6      | ... %   |
| Maďarsko (detail)           | 11 Fidesz 1 KDNP          | MSZP        | SZDSZ           |                             | MoMa          |              |         | Jobbik         |                                                   | 21     | ... %   |
| Malta (detail)              | 2 PN                      | PL          |                 |                             |               |              |         |                |                                                   | 6      | ... %   |
| Německo (detail)            | 29 CDU 5 CSU              | 27 SPD      | 3 FDP 1 FW      | 11 B’90/Grüne 1 Piraten     |               | 7 Die Linke  |         |                | 7 AfD 1 TIERSCHUTZ 1 NPD 1 FAMILIE 1 ÖDP 1 PARTEI | 96     | 48,12 % |
| Nizozemsko (detail)         | 5 CDA                     | PvdA        | VVD D66         | GL ET                       | CU            | SP           | SGP     | PVV            |                                                   | 26     | ... %   |
| Polsko (detail)             | 19 PO 4 PSL               | SLD-UP SDPL | PD              |                             | PiS PRJG      |              | SP      |                |                                                   | 51     | ... %   |
| Portugalsko (detail)        | 6 PSD 1 CDS–PP            | PS          |                 |                             |               | BE PCP       |         |                |                                                   | 21     | ... %   |
| Rakousko (detail)           | 5 ÖVP                     | SPÖ         | NEOS LiF        | GRÜNE                       |               |              |         | MARTIN FPÖ BZÖ |                                                   | 18     | ... %   |
| Rumunsko (detail)           | 5 PDL 2 UDMR              | PSD         | PNL             |                             |               |              |         | PRM PNG-CD     |                                                   | 32     | ... %   |
| Řecko (detail)              | 5 ND                      | PASOK DIMAR | Drasi           | OP                          |               | KKE SYRIZA   | LAOS    |                |                                                   | 21     | ... %   |
| Slovensko (detail)          | 2 SDKÚ-DS 2 KDH 1 SMK-MKP | SMER        | ĽS-HZDS         |                             |               |              | SNS     |                |                                                   | 13     | ... %   |
| Slovinsko (detail)          | 3 SDS 2 NSi-SLS           | SD          | LDS Zares       |                             |               |              |         |                |                                                   | 8      | ... %   |
| Spojené království (detail) |                           | 20 Labour   | 1 LibDems       | 3 Green 2 SNP 1 Plaid Cymru | 19 Cons 1 UUP | 1 Sinn Féin  | 24 UKIP | 1 DUP          |                                                   | 73     | 34,17 % |
| Španělsko (detail)          | 16 PP 1 UDC               | 14 PSOE     | 1 CDC 1 EAJ     | 2 EPDD 1 LPD 1 ICV 1 PE     |               | 5 IU         |         | 4 UPyD         | 5 PODEMOS 2 C's                                   | 54     | 45,84 % |
| Švédsko (detail)            | 3 M 1 KD                  | SAP         | FP C Fi         | MP PP                       |               | V            |         |                |                                                   | 20     | ... %   |
| Evropská unie               | 204 (27,2 %)              |             |                 |                             |               |              |         |                |                                                   | 751    | ... %   |